# We Have All the Time in the World
We Have All the Time in the World è una canzone scritta da John Barry e Hal David. Viene interpretata per la prima volta da Louis Armstrong nel 1969. 

## Storia
Il brano venne registrato da Louis Armstrong nel 1969 per la prima e unica uscita di George Lazenby nei panni dell'agente James Bond. La musica per la canzone è stata composta da John Barry mentre i testi sono stati scritti da Hal David. John Barry aveva già lavorato ai film di James Bond di Sean Connery mentre Hal David era uno dei cantautori di maggior successo nella storia della musica popolare, conosciuto per la sua collaborazione con Burt Bacharach e per altri suoi successi come Magic Moments, Walk on By e I Say a Little Prayer. Fu il tema musicale strumentale principale del film e la canzone interpretata da Louis Armstrong venne poi riprodotta nei titoli di coda del film. Nel 1969 Armstrong era una star iconica del jazz e della musica popolare, di fama mondiale e sulle scene dagli anni venti del XX secolo, noto in particolare per la voce roca immediatamente riconoscibile e per il suo modo di suonare la tromba. Da poco aveva raggiunto un enorme successo col suo brano What a Wonderful World. Nel 1969 ormai Armstrong era troppo malato per suonare la sua tromba che quindi fu suonata da un altro musicista. Fu l'ultima sessione di registrazione di Louis Armstrong prima di morire nel 1971. La canzone è stata pubblicata come singolo sia negli Stati Uniti d'America sia nel Regno Unito nel dicembre di quell'anno e, sorprendentemente, non entrò in classifica in nessuno dei due paesi.
In italia entra nella Hit parade dei dischi più venduti nel 1972, sette mesi dopo la morte di Armstrong, anche grazie alla promozione radiofonica di Alto gradimento condotta da Renzo Arbore e Gianni Boncompagni. La vedova del grande jazzista ringrazierà così personalmente i due conduttori italiani.

### Origine del nome
Il titolo è tratto dalle ultime parole di James Bond pronunciate dopo la morte della moglie. Nel film Bond, interpretato da George Lazenby, è sconvolto dopo che sua moglie Tracy è stata colpita e uccisa. Bond dice: "Va tutto bene, davvero. Riposa. Presto ripartiremo. Non c'è fretta, vedi? Abbiamo tutto il tempo del mondo."

## Descrizione
We Have All the Time in the World è un tema del film Agente 007 - Al servizio segreto di Sua Maestà (On Her Majesty's Secret Service in inglese) del 1969 diretto da Peter R. Hunt e cantata da Louis Armstrong. Nel 2005 un sondaggio ha rilevato che era la terza canzone d'amore più popolare suonata ai matrimoni. La canzone arriva alla fine della carriera musicale di Armstrong, rappresenta una sorta del suo canto del cigno con parole che ne prefigurano l'addio ed è uno dei pochi contributi dell'artista jazz alla musica leggera.

## Cover
- We Have All the Time in the World eseguita dai My Bloody Valentine.[5]
- Il silenzio vale più delle parole (We Have All the Time in the World) eseguita da Caterina Caselli.[6]
- Il silenzio vale più delle parole (We Have All the Time in the World) eseguita da Daniele Pace.[7]
- We Have All the Time in the World eseguita dai Fun Lovin' Criminals.[8]